# Gliese 176
Gliese 176 (GJ 176 / HD 285968 / LHS 196) es una estrella de magnitud aparente +10,08 situada en la constelación de Tauro. Desde 2007 se conoce la existencia de un planeta extrasolar en órbita alrededor de esta estrella.
Situada a 30,7 años luz del sistema solar, Gliese 176 es una enana roja de tipo espectral M2.5V. Tiene una masa de 0,49 masas solares, un radio aproximadamente igual al 53% del radio solar y una luminosidad visual equivalente al 0,8% de la del Sol. Es una estrella moderadamente activa que posiblemente presenta manchas estelares y erupciones. Tiene una metalicidad —abundancia relativa de elementos más pesados que el helio— algo inferior a la solar, en torno al 79% de la misma. Su período de rotación es de 39 días.
La estrella conocida más cercana a Gliese 176 es la también enana roja GJ 3275, distante 3,1 años luz.

## Sistema planetario
En 2007 se anunció el descubrimiento de un planeta en torno a Gliese 176, denominado HD 285968 b o Gliese 176 b, a una distancia de 0,0727 UA con un período orbital de 10,24 días. La masa inicial calculada para el planeta era de 24,5 veces la masa terrestre. Estudios posteriores parecen indicar que su masa es significativamente menor, 8,4 veces la masa terrestre, siendo por tanto un planeta de tipo «Súper-Tierra». De acuerdo a este estudio, el planeta se mueve en una órbita circular más próxima a la estrella, a una distancia de 0,066 UA, completando una vuelta cada 8,78 días. La temperatura del planeta puede ser de aproximadamente 177 °C.
| Acompañante (En orden desde la estrella) | Masa (MJ) | Período orbital (días) | Semieje mayor (UA) | Excentricidad |
| ---------------------------------------- | --------- | ---------------------- | ------------------ | ------------- |
| HD 285968 b                              | > 0,0265  | 8,7836 ± 0,0054        | 0,066              | 0             |